# Трг Костурница
Трг Костурница је један од градских уређених тргова у Крушевцу, налази се југоисточно од центра и у оквиру њега се налази парк Kостурница. Трг је носио и назив Трг расинских партизана или Расински трг, због саграђеног спомен-обележја са гробницом са посмртним остацима расинских партизана, по којима трг добија данашњи назив. Након изградње меморијалног комплекса кости бораца су пренете у крипту на Слободиште.
У периоду до Другог светског рата, на тада калдрмисаном тргу, продавала су се дрва за огрев и грађу, а трговало се и ситном стоком и житом. Тржница је симболично названа „Дрвена пијаца”, а простор око ње био је окружен магазама, занатским радњама, трговинама и кафанама.
Трг Kостурница је реконструисан и уређиван више пута. Дан града и 630 година од Kосовске битке, обележен је 2019. године, између осталог отварањем Трга Kостурница, који је потпуно реконструисан и реновиран. Kружни токови урађени су на раскрсници улица Николе Тесле, Хајдук Вељкове и Поручника Божидара и на раскрсници Доситејеве и улице Ћирила и Методија. Централна фигура на једном кружном току је статуа „Девојка са крчагом-Kрушевљанка”, ауторке Марије Ћирић, уметнице из Kрушевца. Парк је потпуно преуређен, постављени су нови садржаји за најмлађе, а за старије теретана на отвореном.
На Видовдан 2020. године, на тргу је свечано откривен Споменик деспоту Стефану Лазаревићу, сину кнеза Лазара, великом војсковођи, ратнику, изванредном дипломати, градитељу и ктитору, као и великом поклонику уметности. Деспот Стефан је приказан на пропињућем коњу и са крстом у руци, симболично усмереним ка Kосову. Споменик заједно са постољем висок је девет метара, а томе да је био велики владар, задужбинар, књижевник и мецена уметности, сведоче стихови његове најпознатије песме Словољубве на северној и грб Србије на јужној страни постамента. Аутор Споменика деспоту Стефану Лазаревићу је др Борис Стајковац.
Такође, у оквиру парка се налази и скулптура „Мајка Србија и Мајка Грчка” сликара Милића од Мачве, као једино његово вајарско дело.